# Shorea iliasii
Shorea iliasii (tiếng Anh thường gọi là Yellow Meranti) là một loài thực vật thuộc họ Dipterocarpaceae. Đây là loài đặc hữu của Malaysia.